# Informe sobre la Tierra: fundamentalmente inofensiva
Informe sobre la Tierra: fundamentalmente inofensiva (título original Mostly Harmless) es una novela de Douglas Adams, el quinto libro en la serie The Hitchhiker's Guide to the Galaxy. Está descrito en la cubierta como "El quinto libro de la crecientemente inadecuadamente llamada trilogía Hitchhikers".

## Título
El título deriva de una broma a principios de la serie, cuando Arthur Dent descubre que el artículo de la Tierra en la Guía del autoestopista galáctico consiste, en su totalidad, de la palabra "inofensivo". Su amigo Ford Prefect, un colaborador de la Guía, le asegura que la próxima edición contendrá el artículo sobre la Tierra que Ford ha pasado los últimos 15 años investigando un poco, ya que su trabajo fue retrasado debido a las restricciones de espacio, pero aun así hizo una mejora. El artículo revisado, finalmente, contiene “fundamentalmente inofensiva”. Más tarde, se sabe que Ford había escrito un largo ensayo sobre la manera de divertirse en la Tierra, pero todos los ensayos son modificados en la oficina principal de la guía, pero esas ediciones se basan básicamente en supresiones de secciones para ser enviadas a otros editores, luego, a otros redactores, hasta que queda una o 2 líneas del documento original. Más tarde, en la serie, Ford se sorprende al descubrir que toda su contribución ha sido editada en la Guía (que no tiene sentido para un planeta aparentemente demolido) lo cual lo llevó a un reencuentro con Arthur en la Tierra alternativa en “Hasta luego, y gracias por el pescado”.

## Argumento
Después de los acontecimientos en “Hasta luego, y gracias por el pescado”, Arthur Dent y su amor Fenchurch intentaron hacer turismo, a través de la galaxia, pero cuando Fenchurch desaparece durante un salto al hiperespacio por ser de un sector inestable de la galaxia, Arthur se vuelve depresivo y viaja por la galaxia solo, recaudando dinero para pagar su pasaje con la donación de su material biológico a los bancos de ADN. Él es consciente de que no puede morir hasta que visite Stavromula Beta, como se reveló en La vida, el universo y todo lo demás y matar a Agrajag. Durante un viaje, se estrella la nave de Arthur en el planeta Lamuella y es el único superviviente y se encuentra con la vida que buscaba después de la desaparición de Fenchurch, una vida simple en una aldea haciendo sándwiches para la gente local.
Mientras,  Ford Prefect vuelve a las oficinas de la guía, para hablar con su editor de Megadodo Publications, pero se da cuenta de que la empresa ha sido adquirida por Dimensinfin Enterprises. Hablando con el nuevo editor en jefe, Ford descubre que los Vogones son los nuevos dueños de la empresa e intenta escapar del edificio. Durante este intento se encuentra con una nueva guía , la cual roba y se la envía a Arthur para que la guardara. Arthur, como Ford había pensado, guarda el paquete sin querer abrirlo y se olvida de él.
Un día, Tricia llega hasta Lamuella y le presenta a Random Dent, una adolescente, que según ella es su hija ya que se hizo la inseminación artificial con la única muestra de semen humano que había en toda la galaxia, dada por Arthur al conseguir dinero con su material genético.
Tricia deja a su hija con Arthur para poder mejorar su nueva carrera como reportera intergaláctica. Al quedarse, Random encuentra la vida de Lamuella aburrida y no se lleva (y se lleva) bien con su padre; por lo que hace muchas travesuras, entre ellas romper el reloj de cuerda de Arthur y robarle la guía a escondidas. La Guía ayuda a Random a escapar en una nave robada en Lamuella hacia la tierra (de la cual una vez le contó su padre). Ford poco después aparece en Lamuella, para hablar con Arthur, mientras éste estaba buscando a su hija.
Juntos, Ford y Arthur consiguen abandonar el planeta y regresar a la Tierra, dándose cuenta de que Random también ha ido allí. Ford también es consciente de que la Guía es capaz de viajar en el tiempo y mirar en universos alternos, ya que es una creación de personas desconocidas con planes desconocidos.
Mientras tanto, en la Tierra, una versión alterna de Tricia es periodista, ya que nunca aceptó la oferta de irse de la fiesta con Zaphod Beeblebrox. Al quedarse, se ve abordada por unos extraterrestres que se hacen llamar Grebulones.
Los Grebulones revelan que ellos se han establecido en una base en Rupert (un décimo planeta más allá de la órbita de Plutón) después de llegar al Sistema Solar, pero que no saben lo que fueron a hacer ahí, ya que su información (incluso su memoria) y su nave fueron dañados por un meteorito, y están siguiendo fragmentos que quedaron, observando las cosas más interesantes del sistema.
Ellos se han acercado a Tricia para ayudarles a readaptar los gráficos de la astrología, usando a Rupert como punto de apoyo, ofreciendo a cambio dejarse entrevistar. Tricia realiza la entrevista, pero ya en la Tierra considera que los resultados de la grabación son cuestionables. Luego es llamada para informar sobre un aterrizaje espacial en el centro de Londres.
Tricia se encuentra con Random que abandona la nave, y como no sabe que es una dimensión alterna, piensa que es su madre y comienza a gritarle. La Tricia alterna, con la ayuda de Arthur, Ford y Trillian, logran llevar a Random a un bar (número de la dirección: 42) para tratar de hablar con ella. Sin embargo, le dispara con un arma a Arthur, y el tiro mata a un hombre detrás de él. Ford señala a Arthur que el nombre del bar en el que están es "Stavro Mueller's Beta"; el hombre que acaba de matar es otra forma de Agrajag, por lo que la vida de Arthur ya no es segura, una cosa que le pone nervioso. Poco después, los Grebulones, creyendo que sería una buena acción para mejorar su situación, disparan a la tierra para destruirla.
Es revelado que la Guía fue creada por los Vogones para completar la destrucción de la tierra en todas las dimensiones posibles, mediante la ingeniería inversa temporal, para que Arthur, Ford, Tricia y Random estuvieran ahí y así los Grebulones las destruyera.

## Adaptaciones

### Radio
Dirk Maggs adaptado el libro como de la "Quintessential Phase" de la serie de radio, la cual fue transmitida en junio de 2005. La radio tiene una versión completamente nueva, que termina optimista, que se adjunta a la historia ya existente.
En el final alternativo, después de la destrucción de la Tierra, la descripción de los pez babel de la serie anterior se repite con una sección adicional, que establece que los delfines y peces que están al corriente de Babel (multi-lenguaje), y que la capacidad de los delfines a la posibilidad de viajar por el espacio (mencionado por primera vez en Hasta luego, y gracias por el pescado) es compartida por el pez Babel también. Durante el final, Ford explica que los delfines les enseñan esta habilidad a los peces babel, a cambio de conocer un buen lugar para fiestas. Todos los personajes principales están llevando pez Babel en sus oídos, que los rescatan en el momento de la destrucción de la Tierra con su teletransporte, llevándolos hasta el restaurante del fin del Universo. Los personajes se reúnen con Marvin, y se revela que más allá del restaurante (y más allá del parque automóvil en el que trabaja Marvin) se encuentra una interminable serie de lagunas azules , el destino final de los delfines. La serie termina con Arthur pidiendo Fenchurch, "¿Quieres venir volando conmigo?", Y su respuesta, "Siempre".
La versión lanzada en CD contiene una aún más larga serie de finales alternativos, incluyendo un juego después de los sucesos del episodio de radio (duodécimo con Arthur Dent y Lintilla), y en una Tierra alternativa donde Arthur Dent y Fenchurch participar en un enfrentamiento contra Sr. Prosser, juntos.

## Audio-libro
Ha habido dos versiones grabadas de la novela. En 1992, Adams hizo una edición, posteriormente reeditado por “New Millennium Audio” en los Estados Unidos y disponible por “Harper Collins” en el Reino Unido. En 2006, el actor Martin Freeman, que había hecho de Arthur Dent en la película de 2005, hizo una nueva edición del audio-libro. Este es el único libro en la serie que no han tenido una grabación leída por Stephen Moore.

## Continuación y sexto libro
En una entrevista hecha de “The Salmon of Doubt” , Adams expresó su descontento con el tono "bastante pesimista" de “Informe sobre la Tierra: fundamentalmente inofensiva”: "La gente ha dicho, con razón, que “Informe sobre la Tierra: fundamentalmente inofensiva” es un libro muy triste. Y era un libro triste. Yo amaría el fin de Hitchhiker si tuviera un tono ligeramente más optimista, así que cinco parece ser un tipo equivocado de número, seis es un mejor tipo de número."
Por el tono pesimista de la novela, Adams lo culpó a problemas personales, diciendo que "para todo tipo de razones personales yo no quiero entrar, sólo he tenido un año completamente miserable, y yo estaba tratando de escribir un libro en ese contexto. Y, ¿adivinen qué…, era un libro bastante pesimista! "
Cuando Adams murió el 11 de mayo de 2001, parecía que “Informe sobre la Tierra: fundamentalmente inofensiva” se convertiría en el último libro de lo que Adams llama una "trilogía". Sin embargo,  “The Salmon of Doubt”  fue publicado póstumamente, que contiene, además de numerosos artículos escritos por Adams, varios capítulos pertenecientes a una nueva historia para una tercera novela de "Dirk Gently”. En las entrevistas que se pueden encontrar en The Salmon of Doubt, Adams admitió que mientras él estaba planeando escribir un tercer libro Dirk Gently, las ideas que estaba teniendo para ello tendría que ajustarse mejor a otro libro de Hitchhiker: "Muchas de las cosas que estaban originalmente en “The Salmon of Doubt “en realidad no las estaba trabajando ", y que pensaba en "salvar algunas de las ideas que yo no podía hacer en “Dirk Gently” y ponerlos en un contexto en Hitchhiker ... y por los viejos tiempos sí se me permitió llamarlo The Salmon of Doubt".
A pesar de la destrucción completa de todas las versiones de la Tierra en cada línea de tiempo posible, junto con la muerte de casi todos los personajes regulares, parecería tener una continuación muy poco probable; Adams había señalado que la vida limitada de los personajes habituales sólo quería decir que no tendría que perder el tiempo en el inicio del próximo libro de recoger o explicar lo que habían estado haciendo en el período intermedio.
El 16 de septiembre de 2008, se anunció que el sexto libro se escribiría, por Eoin Colfer autor de Artemis Fowl, con el apoyo total de los bienes de Adams. “And Another Thing…" fue publicado el 12 de octubre de 2009 (el trigésimo aniversario del primer libro) en tapa dura, por Penguin Books en el Reino Unido, y por Hyperion Books en los EE. UU.